# Wellington Paranormal
Wellington Paranormal es una serie de televisión de comedia de terror y falso documental neozelandesa creada por Jemaine Clement y Paul Yates, que se emitió por primera vez el 11 de julio de 2018 por TVNZ 2. La serie es un derivado de la película de 2014 What We Do in the Shadows y la primera serie de televisión de la franquicia, y sus personajes principales, los oficiales Minogue y O'Leary, aparecieron por primera vez en la película como un curioso par de policías.

## Sinopsis
El sargento Ruawai Maaka (Maaka Pohatu) de la policía de Wellington se une a los oficiales Minogue (Mike Minogue) y O'Leary (Karen O'Leary) para investigar los eventos sobrenaturales que tienen lugar en la capital de Nueva Zelanda.

## Reparto

### Principal
- Mike Minogue como Oficial Kyle Minogue
- Karen O'Leary como Oficial O'Leary
- Maaka Pohatu como Sargento Ruawai Maaka
- Thomas Sainsbury como Inspector Parker (temporada 4, recuerrente en temporadas 1-3)

### Recurrentes
- Lynda Topp como Mrs. O'Leary

### Invitados
- Cori Gonzalez-Macuer como Nick
- Jemaine Clement como Mobot (voz)
- Rhys Darby como Anton

## Temporadas
| Temporada | Temporada                   | Episodios | Episodios | Emisión original        | Emisión original        |
| Temporada | Temporada                   | Episodios | Episodios | Primera emisión         | Última emisión          |
| --------- | --------------------------- | --------- | --------- | ----------------------- | ----------------------- |
|           | 1                           | 6         | 6         | 11 de julio de 2018     | 15 de agosto de 2018    |
|           | 2                           | 6         | 6         | 16 de octubre de 2019   | 20 de noviembre de 2019 |
|           | Especial de Navidad         | 1         | 1         | 19 de diciembre de 2019 | 19 de diciembre de 2019 |
|           | Important COVID-19 messages | 19        | 19        | 26 de marzo de 2020     | 3 de septiembre de 2020 |
|           | 3                           | 6         | 6         | 24 de febrero de 2021   | 31 de marzo de 2021     |
|           | 4                           | 6         | 6         | 16 de febrero de 2022   | 23 de marzo de 2022     |

## Producción
La serie fue creada por Jemaine Clement y Paul Yates basándose en los personajes de la película What We Do in the Shadows de Clement y Taika Waititi. Waititi y Clement son los productores ejecutivos de la serie, mientras que Clement dirigió cuatro de los seis episodios de la primera temporada. La serie fue confirmada para una segunda temporada de 13 episodios, que se emitió a partir del 16 de octubre de 2019.
Un especial de Navidad se emitió el 19 de diciembre de 2019, y los seis episodios restantes se emitieron como una nueva temporada. Entre el especial y la tercera temporada, una serie web de dieciséis episodios y una campaña de servicio público de la policía de Nueva Zelanda para informar al público sobre salud, seguridad y mejores prácticas durante la Pandemia de COVID-19, titulada Important COVID-19 Messages from Wellington Paranormal, comenzó a transmitirse el 26 de marzo de 2020, con Andrew Coster y Clarke Gayford como ellos mismos. Los personajes principales también aparecieron como parte de un vídeo de reclutamiento policial de Nueva Zelanda de 2018, y cuatro vídeos de la campaña Seguridad policial de 2018. La tercera temporada se estrenó el 24 de febrero de 2021.
Jemaine Clement declaró en junio de 2021 que la cuarta temporada estaba en posproducción. Agregó: «Estamos haciendo una pausa en [Wellington Paranormal], no estamos seguros de que volveremos para una quinta temporada», mientras discutía una nueva serie que él y Waititi estaban desarrollando. Más tarde se confirmó que la cuarta temporada sería la última, que se estrenó el 16 de febrero de 2022.

## Emisión y distribución
La serie se transmitió en Nueva Zelanda a través del canal TVNZ 2 con disponibilidad de actualización en el servicio de transmisión TVNZ+ de TVNZ. En Australia, la serie está disponible en el servicio On Demand del canal SBS.
En 2021, Sky obtuvo la licencia de tres temporadas del programa para su transmisión en Now (anteriormente Now TV) y Sky Q a través de Sky Comedy en el Reino Unido. En los Estados Unidos, la serie debutó en The CW el 11 de julio de 2021, con episodios disponibles para transmitir en HBO Max el día después de su emisión.

## Recepción
La aparición de Clarke Gayford en un vídeo corto de Wellington Paranormal en abril de 2020 alentando a las personas que cuidaban niños pequeños durante la Pandemia de COVID-19 generó algunas críticas debido a su relación con la Primera ministra Jacinda Ardern. El miembro del Parlamento del Partido Nacional de Nueva Zelanda, Brett Hudson, alegó durante una reunión del Comité de Respuesta a Epidemias a principios de mayo de 2020 que el vídeo corría el riesgo de «politizar» a la Policía de Nueva Zelanda. En respuesta, el comisionado de policía Andrew Coster defendió la participación de Gayford, alegando que era una personalidad televisiva muy conocida que había participado en la serie de televisión.